# هونغ ماي
هونغ ماي هو سياسي كندي، ولد في 14 يونيو 1973 في مونتريال في كندا. نشط حزبياً في الحزب الديمقراطي الجديد. في الانتخابات الاتحادية الكندية 2011 ‏، انتخب عضو مجلس العموم الكندي عن دائرة Brossard—La Prairie ‏ وقد انضم خلال فترته النيابية ‏ (2 مايو 2011 – 18 أكتوبر 2015) للكتلة البرلمانية الحزب الديمقراطي الجديد وانتخب عضو مجلس العموم الكندي.